# MTV Europe Music Awards 1997
Czwarte rozdanie nagród MTV Europe Music Awards odbyło się 10 listopada 1997 roku w Rotterdamie. Miejscem ceremonii był Ahoy Rotterdam. Gospodarzem był irlandzki piosenkarz Ronan Keating.

## Zwycięzcy
- Najlepszy wokalista: Jon Bon Jovi
- Najlepsza wokalistka: Janet Jackson
- Najlepszy zespół: Spice Girls
- Najlepszy wykonawca rock: Oasis
- Najlepszy występ R&B: Blackstreet
- Najlepszy wykonawca rap: Will Smith
- Najlepszy wykonawca alternatywny: The Prodigy
- Najlepszy wykonawca dance: The Prodigy
- Najlepszy występ live: U2
- Najlepsza piosenka: Hanson, MMMBop
- Wybór MTV: Backstreet Boys, As Long As You Love Me
- Przełomowy artysta: Hanson